# Chechat
Chechat är en ort i Indien.   Den ligger i distriktet Kota och delstaten Rajasthan, i den centrala delen av landet, 500 km söder om huvudstaden New Delhi. Chechat ligger 333 meter över havet och antalet invånare är 11 138.
Terrängen runt Chechat är huvudsakligen platt, men åt sydväst är den kuperad. Runt Chechat är det tätbefolkat, med 276 invånare per kvadratkilometer. Närmaste större samhälle är Rāmganj Mandi, 14,6 km söder om Chechat. Trakten runt Chechat består till största delen av jordbruksmark.